# Il ponticello sul fiume dei guai
Il ponticello sul fiume dei guai (The Geisha Boy) è un film comico del 1958 diretto da Frank Tashlin e interpretato da Jerry Lewis. Le riprese ebbero luogo tra il 6 giugno e il 7 agosto 1958, uscì nei cinema statunitensi il 23 dicembre dello stesso anno, distribuito dalla Paramount Pictures. Il titolo italiano del film è un'evidente parodia del celebre Il ponte sul fiume Kwai, anche se la trama del film di Lewis ha poco a che fare con quest'ultimo.

## Trama
Il "Grande Wooley" è un maldestro prestigiatore che, assieme al suo coniglietto Harry, intrattiene i militari americani stanziati in Giappone. Al suo arrivo in aeroporto, è causa di una serie di sfortunati imprevisti per la stella principale dello spettacolo, l'attrice Lola Livingston: arriva fino a strapparle il vestito e gettarla giù dalla rampa di imbarco dell'aereo e arrotolarla nel tappeto rosso. Un orfano, Mitsuo Watanabe, assiste allo spettacolo e ride per la prima volta da quando i suoi genitori sono morti. Quando sua zia Kimi Sikita porta il piccolo da Wooley per ringraziarlo, lui e il ragazzino diventano subito amici; anche Kimi si innamora del prestigiatore, cosa che irrita il gelosissimo fidanzato, un energumeno giocatore di baseball giapponese dal quale dovrà frettolosamente scappare.
Per Wooley verrà organizzata una apposita tournée, portando le sue esibizioni nei più sperduti luoghi di Giappone e Corea in cui sono presenti soldati americani e, non volendo deludere il ragazzo facendogli scoprire che negli Stati Uniti è invece un artista fallito, prova a svignarsela quando per lui è tempo di rientrare in patria. Il bambino lo segue e, quando Wooley è costretto a dirgli che non potrà più avere cura di lui, il bimbo di nascosto riesce a salire e si nasconde sull'aeroplano per volare con lui in America. Una volta arrivati, l'esercito e il maggiore Ridgley ricevono la notizia dal Giappone che il bambino è scomparso ed è stato rapito. Si mettono all'inseguimento di Wooley che viaggia su un taxi, ignaro che il piccolo Mitsuo è nascosto dentro la sua valigia da prestigiatore insieme al coniglio Harry. Scoperto, il bambino si riunisce a Wooley, ma il maggiore e il sergente Pearson raggiungono la macchina e Mitsuo viene rispedito in Giappone, ma non sanno che anche Wooley viaggia clandestinamente sull'aereo, con lo stesso stratagemma usato dal bimbo. All'arrivo in Giappone, il nonno e la zia possono riabbracciare il nipotino e, tramite un biglietto, scoprono che anche Wooley era sull'aereo. Tutti insieme si riuniscono, per poi formare una piccola compagnia, formata da Wooley, Mitsuo e Kimi e dal suo coniglio Harry, che si scopre essere una coniglietta molto prolifica. Avranno grande successo in Giappone e in America.

## Paramount Pictures
Ad un certo punto del film, il ragazzino e Wooley osservano il Fuji in lontananza. L'arco di stelle che appare intorno alla montagna è uguale al logo della Paramount Pictures (casa produttrice del film). Wooley si gira di scatto due volte, sorpreso. Una tecnica comica chiamata "double take" usata da tutti i più famosi comedian da Stan Laurel a Jerry Lewis, ma anche da attori insospettabili come Cary Grant e Roger Moore.

## Citazioni daIl ponte sul fiume Kwai
Sessue Hayakawa, che interpreta il nonno del bambino orfano, rifà una scena che aveva girato nel film Il ponte sul fiume Kwai (1957). I suoi operai stanno costruendo un piccolo ponte che ricorda molto quello del film citato e mentre lavorano fischiettano il celebre motivetto del film. Quando Lewis osserva stupito Hayakawa e la costruzione del ponte sullo sfondo, Hayakawa comprende che l'altro lo ha scambiato per "l'attore" e poi dice: "Costruivo ponti da molto tempo prima che lui nascesse". Tutto ciò è seguito da un breve spezzone di Alec Guinness, ripreso dal film.

## Los Angeles Dodgers
I giocatori principali della squadra di baseball dei Los Angeles Dodgers del 1958, compaiono nel film mentre giocano una partita contro una squadra professionista giapponese. Lewis nomina e incita i giocatori durante la partita e viene sorpreso dal fatto che il pubblico locale non faccia il tifo per la sua squadra del cuore.